# Euselasia zara
Euselasia zara är en fjärilsart som beskrevs av John Obadiah Westwood 1851. Euselasia zara ingår i släktet Euselasia och familjen Riodinidae. Inga underarter finns listade i Catalogue of Life.

## Bildgalleri

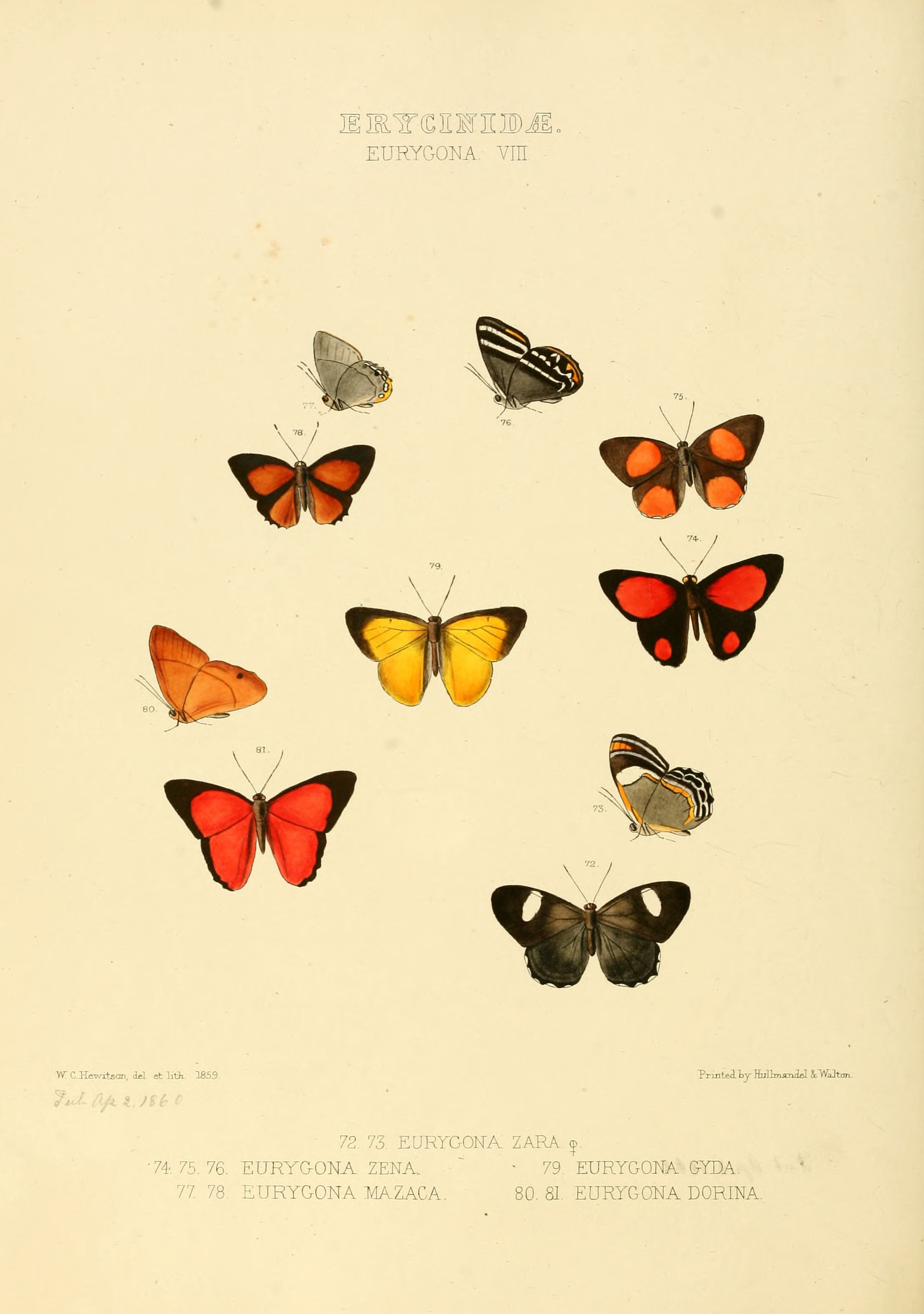